# Dorothy B. Hughes
Dorothy B. Hughes (10 de agosto de 1904 – 6 de mayo de 1993) fue una escritora estadounidense de novela policiaca, crítica literaria e historiadora. Hughes escribió catorce novelas policiacas y de detectives, principalmente en los estilos hardboiled y noir, y es conocida sobre todo por las novelas En un lugar solitario (1947) y Ride the Pink Horse (1946).

## Trayectoria
Nacida como Dorothy Belle Flanagan en Kansas City, Missouri, estudió periodismo y, tras licenciarse en 1924 por la Universidad de Missouri, trabajó en ese campo en Missouri, Nuevo México y Nueva York . Realizó estudios de posgrado en periodismo en la Universidad de Nuevo México y en la Universidad de Columbia pero no obtuvo ningún título en ninguna de las dos instituciones.
El primer libro publicado de Hughes, Dark Certainty (1931), un volumen de poesía, ganó el concurso Yale Series of Younger Poets.
En 1940, publicó su primera novela de misterio, The So Blue Marble . En la década de 1940 publicó otras ocho novelas de misterio. También escribió una historia de la Universidad de Nuevo México y un estudio crítico del escritor Erle Stanley Gardner . En 1951 recibió un Premio Edgar de los Escritores de Misterio de América en la categoría de Crítica de Misterio Sobresaliente, y en 1978 recibió el premio Grand Master de la MWA.
Hughes reconoció la influencia de escritores como Eric Ambler, Graham Greene y William Faulkner. Su estilo de escritura y sus tramas de suspense ejemplifican el género hardboiled de las novelas policíacas y de detectives, y su carrera literaria la asocia con otras escritoras policíacas de las décadas de 1940 y 1950, como Margaret Millar, Vera Caspary, Elisabeth Sanxay Holding y Olive Higgins Prouty. En el epílogo de una reedición de su última novela, The Expendable Man (1963), Walter Mosley escribió que su ficción "capta una inquietud bajo la piel de la vida cotidiana de una manera que es toda suya".
Hughes fue una escritora de éxito y popular en su época. Tres de sus novelas fueron llevadas al cine: The Fallen Sparrow (1943), protagonizada por John Garfield ; En un lugar solitario (1950), dirigida por Nicholas Ray y protagonizada por Humphrey Bogart ; y Ride the Pink Horse (1947), dirigida y protagonizada por Robert Montgomery, que se adaptó a la televisión en 1964 con el título The Hanged Man. Hughes vivió en Santa Fe, Nuevo México, donde ambientó varias de sus novelas.
De 1940 a 1979 fue crítica de novelas de misterio para The Albuquerque Tribune, Los Angeles Times, New York Herald-Tribune y otros periódicos. A lo largo de su carrera, escribió un total de catorce novelas, la mayoría de las cuales se publicaron entre 1940 y 1952.
Hughes murió el 6 de mayo de 1993 en Ashland, Oregón, por complicaciones después de un derrame cerebral.

## Libros publicados
- Dark Certainty (1931) - poesía
- Pueblo on the Mesa: The First Fifty Years of the University of New Mexico (1939)
- The So Blue Marble (1940) - su primera novela
- The Cross-Eyed Bear (1940) - más tarde publicado como The Cross-Eyed Bear Murders
- The Bamboo Blonde (1941) - secuela de The So Blue Marble
- El gorrión caído (1942) - ISBN 8401443164 - filmado en 1943
- The Blackbirder (1943)
- The Delicate Ape (1944)
- Johnny (1944)
- Dread Journey (1945)
- Ride the Pink Horse (1946) - filmado en 1947; Robert Montgomery presenta la serie de televisión, episodio "Ride the Pink Horse", 1950, rehecho en 1964 como The Hanged Man
- The Scarlet Imperial (1946) - también publicado como Kiss for a Killer
- En un lugar solitario (1947) - ISBN 8417109749,  filmado en 1950
- The Big Barbecue (1949)
- The Candy Kid (1950) - Serie de televisión Climax, episodio "Spider Web" en 1958
- The Davidian Report (1952), también publicado como The Body on the Bench, 1952; Robert Montgomery presenta la serie de televisión, episodio "The Davidian Report", 1952
- The Expendable Man (1963) - reeditado por Persephone Books, 2006
- Erle Stanley Gardner: El caso del verdadero Perry Mason (1978) - biografía crítica

## Otras lecturas
- De Andrea, William L. (1994). Enciclopedia Misteriosa. Una guía completa sobre el arte de la detección en la prensa, el cine, la radio y la televisión . Nueva York: Macmillan.